# Панджаби, Арчи
Арчана Панджаби (англ. Archana Panjabi; род. 31 мая 1972, Эджвар, Большой Лондон) — английская актриса, известная по ролям Майи Рой в британском телесериале «Жизнь на Марсе» (2006—2007), Нас Камал в американском телесериале «Слепая зона» (2016—2017, 2020), Кендры Малли в канадском телесериале «Отправление» (2019—2022) и Калинды Шармы в американском телесериале «Хорошая жена». Последняя роль принесла ей премию «Эмми» за лучшую женскую роль второго плана в драматическом сериале в 2010 году и номинацию на «Золотой глобус» в 2013 году.

## Биография
Панджаби родилась в Лондоне в семье иммигрантов из Индии. В 1996 году она окончила университет Брюнела, а два года спустя вступила в брак по договорённости с Раджешем Нихалани. В 1999 году она дебютировала на большом экране с роли второго плана в кинофильме «Восток есть Восток». В последующие несколько лет она чаще была заметна на телевидении, за исключением роли в фильме 2002 года «Играй, как Бекхэм» (2002).
В 2004 году Панджаби исполнила главную роль в независимом фильме «Ясмин». Затем она имела роли второго плана в фильмах «Преданный садовник» (2005), «Хороший год» (2006), «Я никогда не буду твоей» (2007), «Её сердце» (2007) и «Предатель» (2008). В 2005 году она получила премию как лучшая новая актриса на Берлинском кинофестивале, а в 2007 году — специальный приз Каннского кинофестиваля. На телевидении она работала в драмах BBC «Безмолвный свидетель», «Жизнь на Марсе» и «Море душ».
В 2009 году Панджаби получила регулярную роль Калинды Шарма в американском сериале «Хорошая жена», которая принесла ей признание критиков. В 2010 году, за первый сезон, она получила «Эмми» за лучшую женскую роль второго плана в драматическом телесериале, а затем ещё дважды номинировалась на награду. В дополнение к этому она была отмечена номинациями на «Золотой глобус», «Выбор телевизионных критиков» и «Спутник», а в 2012 году выиграла NAACP Image Award. Панджаби покинула шоу после шести сезонов весной 2015 года.

## Фильмография

### Кино
| Год  | Название на русском     | Оригинальное название       | Роль                          | Примечания             |
| ---- | ----------------------- | --------------------------- | ----------------------------- | ---------------------- |
| 1995 | —                       | Bideshi                     | Джойоти                       | короткометражный фильм |
| 1998 | —                       | Escape to Somerset          | Самина                        | короткометражный фильм |
| 1999 | Восток есть Восток      | East is East                | Мина Хан                      |                        |
| 2001 | —                       | Delilah                     | взрослая Пим                  | короткометражный фильм |
| 2002 | Играй как Бекхэм        | Bend It Like Beckham        | Пинки Бамра                   |                        |
| 2002 | —                       | Arranged Marriage           | Шаши                          | короткометражный фильм |
| 2002 | —                       | Black Nor White             | Сангита                       | короткометражный фильм |
| 2003 | Код 46                  | Code 46                     | регистратор                   |                        |
| 2003 | —                       | Cross My Heart              | Суми                          |                        |
| 2004 | Ясмин                   | Yasmin                      | Ясмин Хассейни                |                        |
| 2005 | Хромофобия              | Chromophobia                | Сарита                        |                        |
| 2005 | Преданный садовник      | The Constant Gardener       | Гита Пирсон                   |                        |
| 2006 | Хороший год             | A Good Year                 | Джемма                        |                        |
| 2007 | Уроки полёта            | Lezioni di volo             | Шармила                       |                        |
| 2007 | Я никогда не буду твоей | I Could Never Be Your Woman | девушка на кастинге           |                        |
| 2007 | Её сердце               | A Mighty Heart              | Асра Номани                   |                        |
| 2008 | Предатель               | Traitor                     | Чандра Доукин                 |                        |
| 2008 | —                       | My World                    | учительница                   | короткометражный фильм |
| 2009 | Шпионы                  | Espion(s)                   | Анна                          |                        |
| 2009 | —                       | Be Good                     | сотрудник приюта для животных | короткометражный фильм |
| 2010 | Неверный                | The Infidel                 | Саамийя Насир                 |                        |
| 2010 | Счастье продавца        | The Happiness Salesman      | Карен                         | короткометражный фильм |
| 2014 | Я — начало              | I Origins                   | Прийя Варма                   |                        |
| 2015 | Разлом Сан-Андреас      | San Andreas                 | Серена Джонсон                |                        |

### Телевидение
| Год       | Название на русском                | Оригинальное название                 | Роль                                   | Примечания                                      |
| --------- | ---------------------------------- | ------------------------------------- | -------------------------------------- | ----------------------------------------------- |
| 1993      | Лондон горит                       | London’s Burning                      | Ясмин                                  | эпизод: Episode #6.2                            |
| 1994      | —                                  | Siren Spirits                         | Джойоти                                | мини-сериал; 2 эпизода                          |
| 1995      | —                                  | Under the Moon                        | Хина                                   | телефильм                                       |
| 1996      | Тонкая голубая линия               | The Thin Blue Line                    | Назия Хабиб                            | эпизод: Alternative Culture                     |
| 1997      | —                                  | Dad                                   | н/д                                    | эпизод: Dadmestic                               |
| 2000      | —                                  | Brand Spanking New Show               | разные персонажи                       | телесериал                                      |
| 2000      | Сотворение мира                    | In the Beginning                      | Бася                                   | мини-сериал; 2 эпизода                          |
| 2001      | Разум убивать                      | A Mind to Kill                        | Ламиса Хан                             | эпизод: Colour Blind                            |
| 2001      | Убийство в сознании                | Murder in Mind                        | Джилл Эванс                            | эпизод: Vigilante                               |
| 2001      | Чисто английское убийство          | The Bill                              | Шанас Азад                             | телесериал; 2 эпизода                           |
| 2001      | —                                  | Ivor the Invisible                    | Лейла                                  | телевизионный мультфильм; озвучка               |
| 2002      | Разум убивать                      | The Secret                            | надзиратель общественных работ         | телесериал; 2 эпизода                           |
| 2002      | Холби Сити                         | Holby City                            | Эли Саффрон                            | эпизод: From This Moment On                     |
| 2002      | —                                  | Tough Love                            | Чандра                                 | телефильм                                       |
| 2002      | Моя семья                          | My Family                             | помощник стоматолога                   | эпизод: Of Mice and Ben                         |
| 2002      | Белые зубы                         | White Teeth                           | Алсана                                 | мини-сериал; основная роль                      |
| 2002      | —                                  | Single Voices                         | Нита                                   | эпизод: Little Englander                        |
| 2003      | —                                  | This Little Life                      | Ниала                                  | телефильм                                       |
| 2003      | Последнее требование               | Final Demand                          | Фарида                                 | телефильм                                       |
| 2003      | Кентерберийские рассказы           | Canterbury Tales                      | Клэр                                   | мини-сериал; эпизод: The Man of Law’s Tale      |
| 2003—2004 | —                                  | Grease Monkeys                        | Рита Диллон                            | телесериал; основная роль                       |
| 2003—2013 | Почтальон Пэт                      | Postman Pat                           | Кэти Поттедж / Мира Бейнс / Ниша Бейнс | мультсериал; основная роль; озвучка             |
| 2004      | Море душ                           | Sea of Souls                          | Меган Шарма                            | телесериал; 6 эпизодов                          |
| 2005      | Очень общительный секретарь        | A Very Social Secretary               | Эшли                                   | телефильм                                       |
| 2006—2007 | Жизнь на Марсе                     | Life on Mars                          | Майя Рой                               | телесериал; 2 эпизода                           |
| 2007      | Безмолвный свидетель               | Silent Witness                        | Амита Джоши                            | телесериал; 2 эпизода                           |
| 2007      | —                                  | Love Triangle                         | подруга                                | короткометражный телефильм                      |
| 2008—2013 | —                                  | Postman Pat: Special Delivery Service | Мира Бейнс / Ниша Бейнс                | мультсериал; основная роль; озвучка             |
| 2009      | Секретарши                         | Personal Affairs                      | Джейн Лессер                           | мини-сериал; основная роль                      |
| 2009—2015 | Хорошая жена                       | The Good Wife                         | Калинда Шарма                          | телесериал; основная роль                       |
| 2013—2016 | Крах                               | The Fall                              | профессор Рид Смит                     | телесериал; роль второго плана                  |
| 2014      | Вдовец                             | The Widower                           | профессор Рид Смит                     | мини-сериал; 2 эпизода                          |
| 2015      | Бруклин 9-9                        | Brooklyn Nine-Nine                    | лейтенант Синх                         | эпизод: The Funeral                             |
| 2016      | Шетланд                            | Shetland                              | Аша Ишрани                             | телесериал; 5 эпизодов                          |
| 2016      | —                                  | Power Monkeys                         | Прия                                   | мини-сериал; основная роль                      |
| 2016      | —                                  | The Jury                              | Ким                                    | телефильм                                       |
| 2016—2020 | Слепая зона                        | Blindspot                             | Нас Камал                              | телесериал; основная роль                       |
| 2017      | Конь БоДжек                        | BoJack Horseman                       | Тильда Мэдисон                         | мультсериал; эпизод: Commence Fracking; озвучка |
| 2017      | Булл                               | Bull                                  | Арти Кандер                            | эпизод: The Devil, The Detail                   |
| 2017      | —                                  | Controversy                           | Джурдан Прайс                          | телефильм                                       |
| 2018      | Ближайший родственник              | Next of Kin                           | Мона Харкорт                           | мини-сериал; основная роль                      |
| 2019      | Всё ещё открыто круглосуточно      | Still Open All Hours                  | Жасмин                                 | телесериал; 4 эпизода                           |
| 2019—2021 | Отправление                        | Departure                             | Кендра Малли                           | телесериал; основная роль                       |
| 2020      | Беги                               | Run                                   | Фиона                                  | телесериал; роль второго плана                  |
| 2020      | Я знаю, что это правда             | I Know This Much Is True              | доктор Патель                          | мини-сериал; основная роль                      |
| 2021      | Звёздные войны: Бракованная партия | Star Wars: The Bad Batch              | Дипа Биллаба                           | мультсериал; эпизод: Aftermath; озвучка         |
| 2022      | Сквозь снег                        | Snowpiercer                           | Аша                                    | телесериал; 3 эпизода                           |
| 2023      | Захваченный рейс                   | Hijack                                | Зара Гафур                             | мини-сериал                                     |
| 2024      | Под мостом                         | Under the Bridge                      | Суман Вирк                             | мини-сериал                                     |
| 2025      | Доктор Кто                         | Doctor Who                            | Рани                                   | 15-й сезон                                      |

### Игры
| Год  | Название               | Роль         | Примечания |
| ---- | ---------------------- | ------------ | ---------- |
| 2009 | Dead Space: Extraction | Карен Хоуэлл |            |

## Награды и номинации
| Награда                        | Год  | Категория                                                                    | Название работы | Результат |
| ------------------------------ | ---- | ---------------------------------------------------------------------------- | --------------- | --------- |
| Золотой глобус                 | 2013 | Лучшая женская роль второго плана в мини-сериале, телесериале или телефильме | Хорошая жена    | Номинация |
| Эмми                           | 2010 | Лучшая женская роль второго плана в драматическом телесериале                | Хорошая жена    | Победа    |
| Эмми                           | 2011 | Лучшая женская роль второго плана в драматическом телесериале                | Хорошая жена    | Номинация |
| Эмми                           | 2012 | Лучшая женская роль второго плана в драматическом телесериале                | Хорошая жена    | Номинация |
| Спутник                        | 2010 | Лучшая женская роль второго плана в мини-сериале, телесериале или телефильме | Хорошая жена    | Номинация |
| Премия Гильдии киноактёров США | 2010 | Лучший актёрский состав в драматическом телесериале                          | Хорошая жена    | Номинация |
| Премия Гильдии киноактёров США | 2011 | Лучший актёрский состав в драматическом телесериале                          | Хорошая жена    | Номинация |
| Премия Гильдии киноактёров США | 2012 | Лучший актёрский состав в драматическом телесериале                          | Хорошая жена    | Номинация |